# Chiclete com Banana

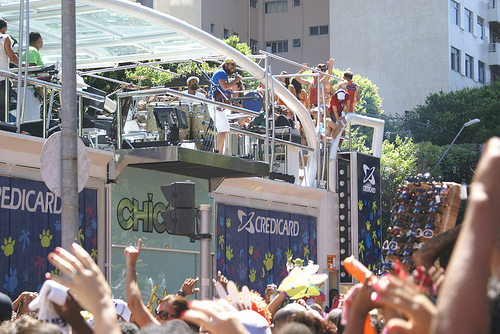
Foto de la banda tocando en el carnaval de Bahía.

Chiclete Com Banana es un grupo musical brasileño. Sus integrantes son Cristiano "Khill" Santos, Wadinho Marques, Waltinho Cruz, Deny e Shanon Gramacho. Exmiembro Bell Marques. 
'Chiclete', como es conocido el grupo, es uno de los grupos más populares  de axé de Brasil. Sus abadás son los más caros del carnaval de Salvador. Todos los años, cerca de 500.000 personas siguen su trío eléctrico por las calles de Salvador.
En carnaval cantan de 4 a 6 horas y la gente los acompañan en casi todas las canciones.
También es un cartoon brasileño de los años 80 y 90.
- Datos: Q975016
- Multimedia: Chiclete com Banana / Q975016